# Kobanê
Kobanê (in curdo کۆبانی‎, Kobânî/Kobânê; in arabo عين العرب‎?, ʿAyn al-ʿArab, "fonte degli Arabi") è una città della Siria, situata al confine con la Turchia. Secondo il censimento del 2007 la città aveva una popolazione di 54681 abitanti. La popolazione è costituita da curdi, arabi, turcomanni e armeni. Nel contesto della guerra civile siriana la città divenne parte dell'Amministrazione Autonoma della Siria del Nord-Est.

## Storia
Il nome Kobanê deriva da quello di una società tedesca che negli anni 1920 costruì sul sito una delle stazioni dell'ambiziosa ferrovia Berlino-Baghdad. La città venne fondata da rifugiati armeni scampati al genocidio fondarono un villaggio nelle vicinanze della stazione già nel 1915; la popolazione crebbe successivamente grazie all'afflusso di curdi dalle campagne circostanti. La struttura urbanistica di Kobanê venne in gran parte pianificata e realizzata del mandato francese della Siria e del Libano e un buon numero di edifici di costruzione mandataria è ancor oggi in uso. Negli anni 1940 la maggior parte della popolazione armena emigrò verso l'Armenia sovietica.

### Guerra civile siriana
Nel 2012, nel contesto della guerra civile siriana, le forze governative si ritirarono da Kobanê e il controllo della città passo all'Unità di Protezione Popolare. Per le organizzazioni politiche curde la regione ha avuto un forte valore simbolico, oltre a un'accentuata rilevanza strategica e culturale (tanto che il leader curdo Abdullah Öcalan vi si era recato il 2 luglio 1979, poco dopo la fondazione del Partito dei Lavoratori del Kurdistan). Nel luglio 2014 lo Stato Islamico pose sotto assedio la città. Con il supporto internazionale, le milizie dell'Unità di Protezione Popolare respinsero l'invasione e ripristinarono il controllo dell'intera città nel gennaio 2015. La battaglia portò 400000 rifugiati dalla regione in Turchia.

## Amministrazione

### Gemellaggi
- Municipio Roma VIII, dal 2015
- Napoli, dal 2015[9]
- Mugnano di Napoli, dal 2015[10]
- Bacoli, dal 2015[11]
- Ancona, dal 2015[12]